# Pace stick

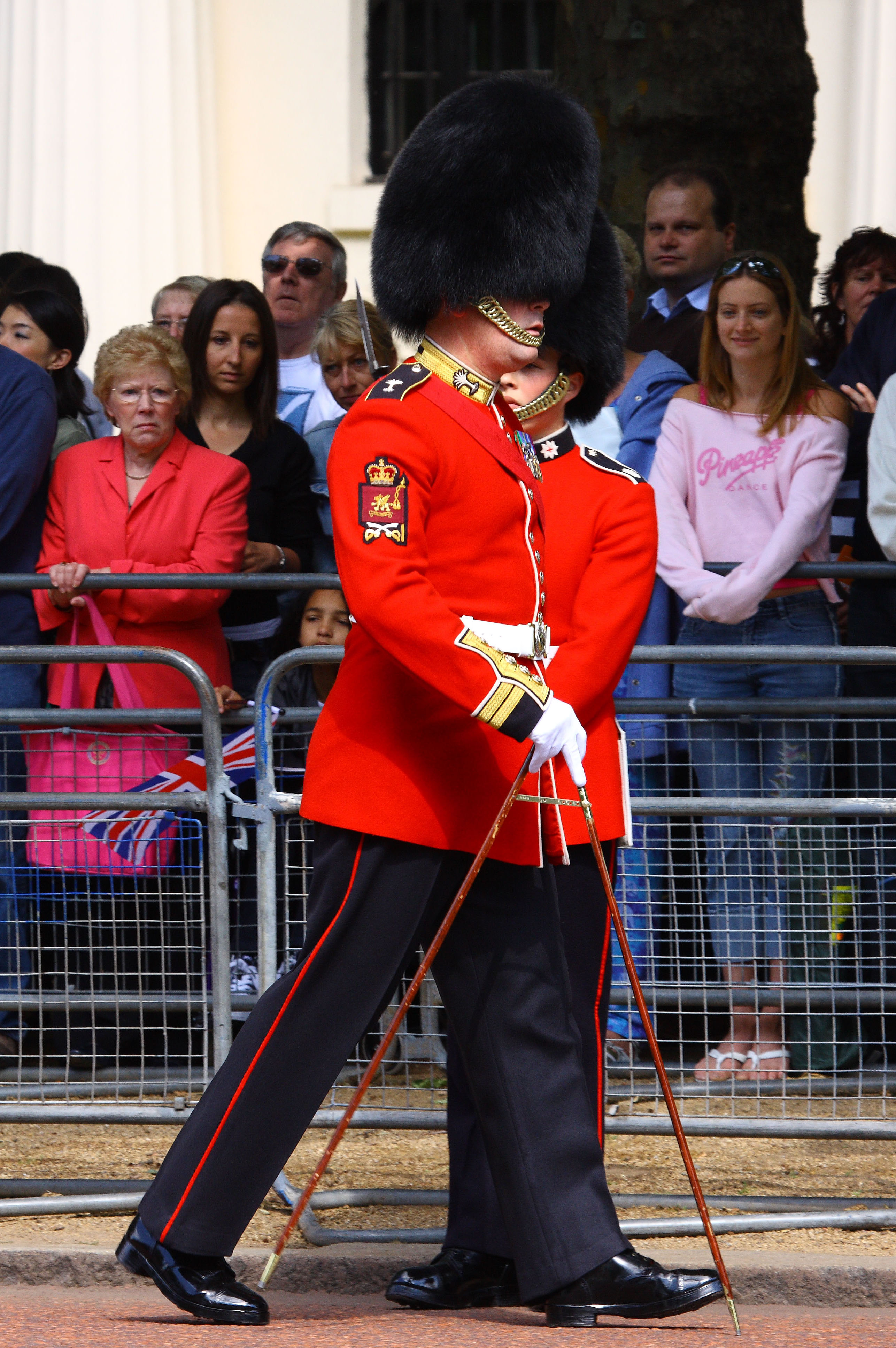
Een officier met zijn pace stick tijdens een trooping.

Een pace stick is een ceremonieel militair instrument dat in het leger van het Verenigd Koninkrijk wordt gebruikt om ceremoniële afstanden vast te leggen.
Dit instrument ziet eruit als een grote passer, gemaakt van hout. De benen ervan worden op een vaste afstand gezet, waarna hij gekanteld wordt. Hierdoor kunnen tijdens grote ceremonies alle wachten op exacte afstand van elkaar geplaatst worden. Onder andere tijdens grote ceremonies zoals een staatsbezoek, koninklijke huwelijken en begrafenissen, Orde van de Kousenband of Trooping the Colour wordt dit instrument gebruikt om de exacte maten vast te leggen.
Deze stok mag alleen door officiers gebruikt worden, waarmee dit ook het gezag benadrukt. De officieren worden speciaal getraind om dit instrument vlot te kunnen hanteren.